# 430-km-Rennen von Mexiko-Stadt 1991

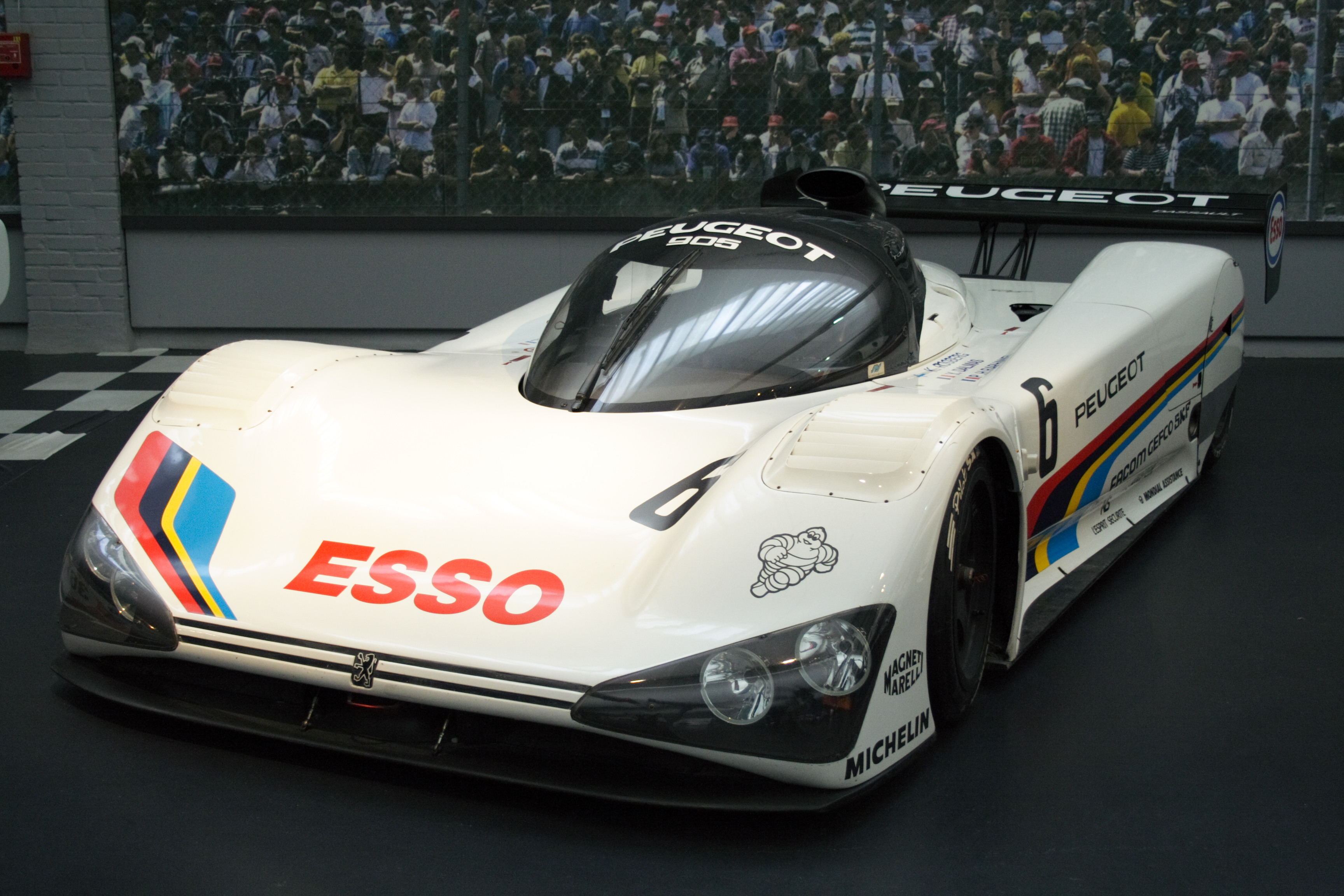
Peugeot 905 Evo 1 Bis; Sieger wagen von Keke Rosberg und Yannick Dalmas

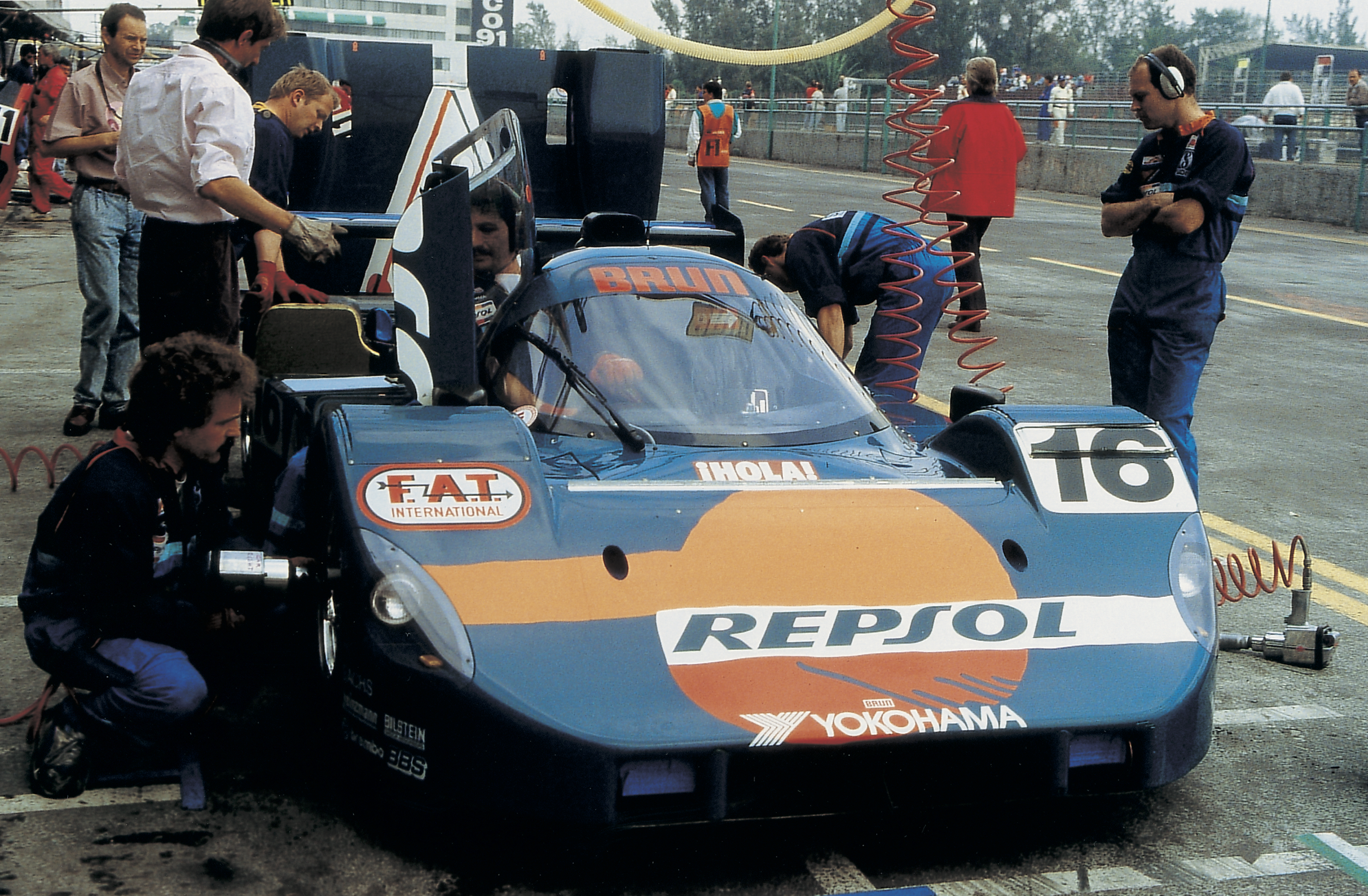
Der ausgefallene Brun C91 von Oscar Larrauri

Das 430-km-Rennen von Mexiko-Stadt 1991, auch FIA SWC - Trofeo Mexico, Hermanos Rodriguez, fand am 6. Oktober auf dem Autódromo Hermanos Rodríguez statt und war der siebte Wertungslauf der Sportwagen-Weltmeisterschaft dieses Jahres.

## Das Rennen
Nach dem Erfolg beim 430-km-Rennen von Magny-Cours zeigte sich das Peugeot-Team unter der Führung von Jean Todt auch am Autódromo Hermanos Rodríguez von seiner stärksten Seite. Mit dem Debüt des neuen Einsatzwagens beim 430-km-Rennen auf dem Nürburgring war Peugeot wieder voll konkurrenzfähig. In allen vier Trainingsteilen, dem Warm-up und im Rennen waren die Peugeot 905 Evo 1 Bis die schnellsten Fahrzeuge. Der Doppelsieg war die logische Folge dieser Überlegenheit. In der Fahrerweltmeisterschaft konnte Derek Warwick mit einem sechsten Gesamtrang Punkte auf seinen Jaguar-Teamkollegen Teo Fabi aufholen. Nach einem Motorschaden am Jaguar XJR-14 knapp vor dem Start konnte Fabi nicht am Rennen teilnehmen.
Die Strecke von Mexiko-Stadt war seit 1986 auch Austragungsort des Großen Preises von Mexiko. Da einige Fahrer aus dem Teilnehmerfeld des 430-km-Rennens auch Formel-1-Erfahrung vorzuweisen hatten und das Motorenreglement der Gruppe C seit 1989 identisch mit dem der Formel 1 war, lassen sich hier die Rundenzeiten der Gruppe-C-Rennwagen direkt mit denen der zeitgenössischen Formel-1-Fahrzeuge vergleichen.
In der Qualifikation zum 430-km-Rennen erzielten Philippe Alliot, Yannick Dalmas und Pascal Fabre jeweils schnellere Rundenzeiten als bei jedem ihrer Auftritte in Formel-1-Rennen auf dieser Rennbahn. In den Qualifikationen zu Formel-1-Rennen in Mexiko hingegen schneller als bei diesem Sportwagenrennen gewesen waren Keke Rosberg, Derek Warwick, Bernd Schneider, David Brabham, Oscar Larrauri, Teo Fabi und Stefan Johansson. Ebenso erzielten Karl Wendlinger und Michael Schumacher, die erst im Folgejahr beim Großen Preis von Mexiko 1992 ihr Formel-1-Debüt auf dieser Strecke gaben, in diesem Jahr schnellere Rundenzeiten als 1991 mit ihrem Sauber-Mercedes.

## Ergebnisse

### Schlussklassement
| 1               | Cat. 1 | 6  | Peugeot Talbot Sport               | Keke Rosberg Yannick Dalmas                             | Peugeot 905 Evo 1 Bis | 98 |
| 2               | Cat. 1 | 5  | Peugeot Talbot Sport               | Philippe Alliot Mauro Baldi                             | Peugeot 905 Evo 1 Bis | 97 |
| 3               | Cat. 2 | 14 | Team Salamin Primagaz Joest Racing | Bernd Schneider Louis Krages                            | Porsche 962C          | 94 |
| 4               | Cat. 1 | 8  | Euro Racing                        | Cor Euser Charles Zwolsman senior                       | Spice SE90C           | 93 |
| 5               | Cat. 2 | 59 | Team Salamin Primagaz Joest Racing | Derek Bell Giampiero Moretti                            | Porsche 962C          | 92 |
| 6               | Cat. 1 | 3  | Silk Cut Jaguar                    | Derek Warwick David Brabham                             | Jaguar XJR-14         | 92 |
| 7               | Cat. 2 | 13 | Courage Compétition                | Pascal Fabre Lionel Robert                              | Cougar C26S           | 90 |
| 8               | Cat. 2 | 17 | Repsol Brun Motorsport             | Jesús Pareja Massimo Sigala                             | Porsche 962C          | 89 |
| 9               | Cat. 2 | 18 | Mazdaspeed                         | Pierre Dieudonné Yōjirō Terada                          | Mazda 787             | 89 |
| 10              | Cat. 2 | 12 | Courage Compétition                | François Migault Tomás Saldaña                          | Cougar C26S           | 88 |
| Ausgefallen     |        |    |                                    |                                                         |                       |    |
| 11              | Cat. 1 | 1  | Team Sauber Mercedes               | Jean-Louis Schlesser Jochen Mass                        | Mercedes-Benz C291    | 80 |
| 12              | Cat. 1 | 2  | Team Sauber Mercedes               | Karl Wendlinger Michael Schumacher                      | Mercedes-Benz C291    | 63 |
| 13              | Cat. 1 | 21 | Konrad Motorsport                  | Stefan Johansson Franz Konrad                           | Konrad KM-011         | 36 |
| 14              | Cat. 1 | 16 | Repsol Brun Motorsport             | Oscar Larrauri                                          | Brun C91              | 31 |
| 15              | Cat. 2 | 11 | Porsche Kremer Racing              | Tomas Lopez Manuel Reuter                               | Porsche 962CK6        | 19 |
| 16              | Cat. 1 | 7  | Louis Descartes                    | Luigi Taverna Patrick Gonin                             | ALD C91               | 1  |
| Nicht gestartet |        |    |                                    |                                                         |                       |    |
| 17              | Cat. 1 | 4  | Silk Cut Jaguar                    | Teo Fabi David Brabham                                  | Jaguar XJR-14         | 1  |
| 18              | Cat. 1 | T  | Peugeot Talbot Sport               | Keke Rosberg Yannick Dalmas Mauro Baldi Philippe Alliot | Peugeot 905 Evo 1 Bis | 2  |
| 19              | Cat. 1 | 1T | Team Sauber Mercedes               | Jean-Louis Schlesser Jochen Mass                        | Mercedes-Benz C291    | 3  |
| 20              | Cat. 1 | 8T | Euro Racing                        | Cor Euser Charles Zolsman junior                        | Spice SE90C           | 4  |

1 Motorschaden vor dem Start
2 Ersatzwagen
3 Ersatzwagen
4 Ersatzwagen

### Nur in der Meldeliste
Hier finden sich Teams, Fahrer und Fahrzeuge, die ursprünglich für das Rennen gemeldet waren, aber aus den unterschiedlichsten Gründen daran nicht teilnahmen.
| Pos. | Klasse | Nr. | Team          | Fahrer        | Chassis    |
| ---- | ------ | --- | ------------- | ------------- | ---------- |
| 21   | Cat. 2 | 15  | Veneto Equipe | Almo Coppelli | Lancia LC2 |

### Klassensieger
| Klasse | Fahrer          | Fahrer         | Fahrzeug              | Platzierung im Gesamtklassement |
| ------ | --------------- | -------------- | --------------------- | ------------------------------- |
| Cat. 1 | Keke Rosberg    | Yannick Dalmas | Peugeot 905 Evo 1 Bis | Gesamtsieg                      |
| Cat. 2 | Bernd Schneider | Louis Krages   | Porsche 962C          | Rang 3                          |

### Renndaten
- Gemeldet: 21
- Gestartet: 16
- Gewertet: 10
- Rennklassen: 2
- Zuschauer: 45000
- Wetter am Renntag: erst trocken, Regen am Rennende
- Streckenlänge: 4,421 km
- Fahrzeit des Siegerteams: 2:29:25,811 Stunden
- Gesamtrunden des Siegerteams: 98
- Gesamtdistanz des Siegerteams: 433,258 km
- Siegerschnitt: 173,964 km/h
- Pole Position: Philippe Alliot – Peugeot 905 Evo 1 Bis (# 5) – 1:19,229 = 200,881 km/h
- Schnellste Rennrunde: Michael Schumacher – Mercedes-Benz C291 (# 2) – 1:21,611 = 195,018 km/h
- Rennserie: 7. Lauf zur Sportwagen-Weltmeisterschaft 1991